# Molnár Rózsa
Molnár Rózsa (Lengyeltóti, 1990. december 9. –) labdarúgó, középpályás. Jelenleg a Budapest Honvéd labdarúgója.

## Pályafutása
2001-ben a Kiskunfélegyházi TK csapatában kezdte a labdarúgást. 2004 és 2006 között az MTK játékosa volt. 2006 és 2013 között a Hegyvidék SE csapatában szerepelt. Tagja volt a 2011–12-es NB II-es bajnokcsapatnak. 2013 őszétől a Budapest Honvéd játékosa.

## Sikerei, díjai
- NB II
  - bajnok: 2011–12